# Chironomus vulpes
Chironomus vulpes är en tvåvingeart som beskrevs av Jean-Jacques Kieffer 1924. Chironomus vulpes ingår i släktet Chironomus och familjen fjädermyggor.
Artens utbredningsområde är Tyskland. Inga underarter finns listade i Catalogue of Life.